# Тимус
Тимусът е ендокринна жлеза, съставена от два дяла. Те са разположени симетрично, от двете страни на трахеята, зад гръдната кост и пред сърцето. В него Т-лимфоцитите се специализират да разпознават нормалните функционални клетки на организма и да унищожават непотребните и патологично изменените такива (ракови клетки, клетки, увредени от отровни вещества, вируси, радиация и др.). Т-лимфоцитите са видоизменени предварително обособени лимфоцити (т. нар. тимоцити). Промяната на тези лимфоцити се извършва в тимуса, оттам идва и понятието Т-лимфоцити.
В тимуса може да бъде изолирано веществото тимусин в различните му форми (Thymosin alpha 1, Thymosin beta 4). Тези хормони могат да се създават и по естествен, и по изкуствен начин и могат да се ползват като медикаменти.
Тимусът се развива и започва активно да функционира още преди раждането. Той достига максимални размери през пубертета. След това започва да инволюира и до след 40-годишна възраст 90% от функционалната му тъкан се заменя с мастна.